# El Veinte, Oaxaca
El Veinte är en ort i Mexiko.   Den ligger i kommunen Miahuatlán de Porfirio Díaz och delstaten Oaxaca, i den sydöstra delen av landet, 400 km sydost om huvudstaden Mexico City. El Veinte ligger 1 517 meter över havet och antalet invånare är 193.
Terrängen runt El Veinte är huvudsakligen kuperad, men åt sydost är den platt. Runt El Veinte är det ganska tätbefolkat, med 60 invånare per kvadratkilometer. Närmaste större samhälle är Miahuatlán de Porfirio Díaz, 14,2 km sydost om El Veinte. I omgivningarna runt El Veinte växer huvudsakligen savannskog.